# Rodney Robert Porter
Rodney Robert Porter (Newton-le-Willows, St Helens, Lancashire; 8 de octubre de 1917-Winchester, Hampshire; 7 de septiembre de 1985) fue un bioquímico inglés.
Recibió su Bachelors of Sciences con honores de la Universidad de Liverpool en 1939 por bioquímica, y su Ph. D. en la Universidad de Cambridge en 1948.
Trabajó en el National Institute of Medical Research durante el periodo 1949-1960 antes de unirse al Hospital de St. Mary's de la Universidad de Londres y convertirse en Pfizer Professor of Immunology.
En 1972 compartió el Premio Nobel de Fisiología o Medicina con Gerald M. Edelman por la determinacíón de la estructura química exacta de un anticuerpo. Usando una enzima llamada papaína, rompió la inmuglobina de la sangre en partes, haciendo más fácil su estudio. También observó como la inmuglobina de la sangre reacciona con la superficie celular.
Murió en un accidente de automóvil y le sobrevivieron una esposa y cinco hijos.